# Agrotis venerabilis
Agrotis venerabilis är en fjärilsart som beskrevs av Walker 1856. Agrotis venerabilis ingår i släktet Agrotis och familjen nattflyn. Inga underarter finns listade i Catalogue of Life.